# Han Ji-won
Han Ji-won (한진원?; 1986) è uno sceneggiatore sudcoreano.

## Biografia
Han Jin-won inizia la propria carriera cinematografica come  assistente alla regia in diverse produzioni sudcoreane, tra le quali si ricorda Okja, film del 2017 diretto da Bong Joon-ho. Proprio in un film di Bong, nel 2019 debutta come co-sceneggiatore, scrivendo il copione di Parasite insieme al regista suo connazionale, ricoprendo anche il ruolo di segretario di edizione durante le riprese. Il film, dopo aver vinto la Palma d'Oro a  Cannes, riscontra un enorme successo a livello internazionale, venendo premiato in particolare per la regia, la sceneggiatura, il montaggio e la scenografia. Dopo una vittoria ai  Golden Globe e due ai  BAFTA, il film trionfa agli Oscar con quattro premi su sei candidature, tra cui appunto quella per la  miglior sceneggiatura originale. Han e Bong sono diventati così i primi coreani a trionfare in questa categoria, mentre Parasite è diventato il primo film della storia del cinema a vincere agli Oscar sia come  miglior film internazionale che come  miglior film, nonché il primo film non in lingua inglese a essere premiato come miglior film. 

## Filmografia

### Sceneggiatore
- Parasite (Gisaengchung), regia di Bong Joon-ho (2019)

#### Assistente alla regia
- Daughter (다우더, dau-deo) (2014)
- Dad for Rent (아빠를 빌려드립니다, ah-ppa-leul bil-lyeo-deu-lib-ni-da) (2014)
- Granny's Got Talent (헬머니, hel-meo-ni) (2015)
- Enemies In-Law (위험한 상견례 2, wi-heom-han sang-gyeon-lye) (2015)
- Okja (옥자, Okja), regia di Bong Joon-ho (2017)
- Take Point (PMC, 더 벙커), regia di Byung-woo Kim (2018)

## Riconoscimenti
- Premio Oscar
  - 2020 – Migliore sceneggiatura originale per Parasite

- Golden Globe
  - 2020 – Candidatura alla migliore sceneggiatura per Parasite

- BAFTA
  - 2020 – Migliore sceneggiatura originale per Parasite

- Critics' Choice Awards
  - 2020 – Candidatura alla migliore sceneggiatura originale per Parasite

- Writers Guild of America Award
  - 2020 – Miglior sceneggiatura originale per Parasite

- Chicago Film Critics Association Awards
  - 2019 – Miglior sceneggiatura originale per Parasite

- Satellite Award
  - 2019 – Candidatura alla miglior sceneggiatura originale per Parasite